# Rayners Lane (metrostation)
Rayners Lane is een station van de metro van Londen aan de Piccadilly Line en de Metropolitan Line.

## Geschiedenis

### Harrow & Uxbridge
In 1897 werd de Harrow & Uxbridge Railway opgericht om Uxbridge per spoor te verbinden met de Metropolitan Railway (MR), de latere Metropolitan Line, en daarmee met de binnenstad. Begin 20e eeuw waren de woonwijken langs de lijn er nog niet zodat alleen bij het dorp Ruislip een tussenstation kwam. Op 4 juli 1904 werden de lijn tussen Roxborough Road aansluiting en Uxbridge, en de twee stations geopend met stoomdiensten.
In 1905 werd de spoorlijn geëlektrificeerd en kwamen er elektrische metrostellen. In 1906 werd de lijn overgenomen door de MR die toch al de elektrische diensten verzorgde en werd de lijn de Uxbridgetak van MR. Op 26 mei 1906 opende MR de Rayners Lane Halt die genoemd naar een plaatselijke boer, Daniel Rayner. De halte kreeg de bijnaam Pneumonia Junction (longontsteking aansluiting) vanwege de ligging in een nog vrijwel onbebouwd gebied blootgesteld aan de elementen. Op 1 maart 1910 werd de District Railway (DR), de latere District Line, vanuit South Harrow doorgetrokken naar Rayners Lane waarna zowel de MR als de DR het station aandeden. De aansluiting tussen de lijnen ligt vlak ten oosten van het station.

### Metroland
Voor het gebied ten noordwesten van Londen had de reclame-afdeling van MR in 1915 de naam Metroland bedacht voor potentiële woonwijken rond haar lijnen. Na de Eerste Wereldoorlog kwam de bouw van grootschalige tuinsteden rond Londen echt opgang, hetgeen aanleiding was om ook langs de Uxbridgetak extra stations te bouwen. In 1929 begon de verlenging van de Piccadilly Line aan de oostkant van de stad en aan de westkant werd de District tak naar Uxbridge vernieuwd omdat deze als westelijk deel van de Piccadilly Line zou gaan fungeren. In het kader van deze vernieuwing kreeg Rayners Lane een nieuw stationsgebouw passend bij de reizigersstroom uit de nieuwe woonwijken. In juli 1933 werd het OV in Londen genationaliseerd zodat alle metrobedrijven in een hand kwamen. Op 23 oktober 1933 werd de dienstregeling van de District Line overgenomen door de Piccadilly Line.

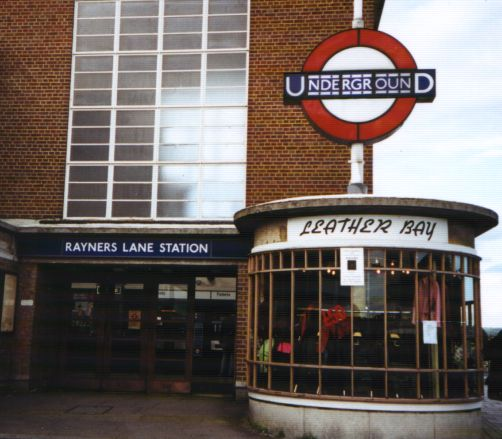
De zuidelijke toegang, met rechts de winkelruimtes aan de straatkant.
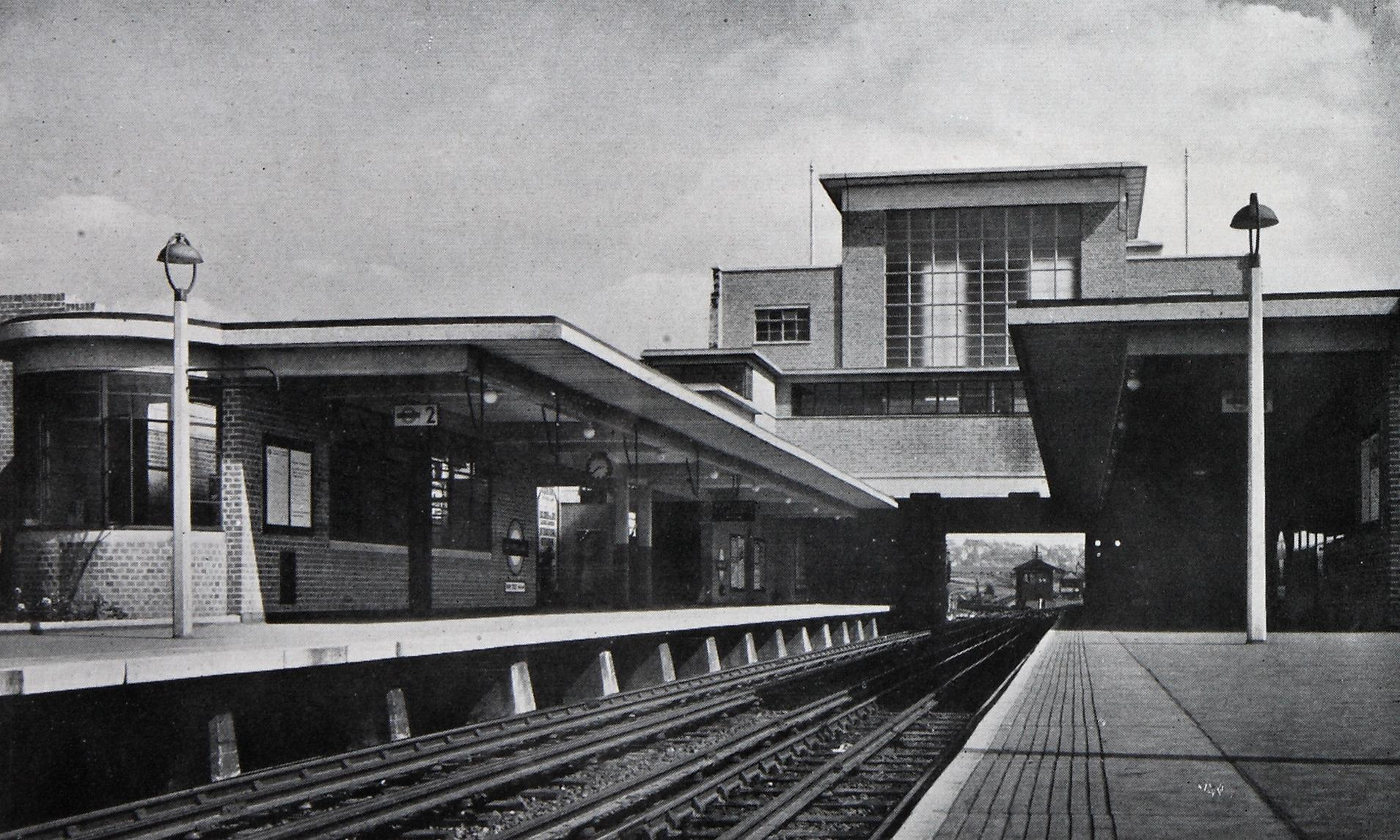
De perronkappen en wachtkamer in de stijl van de jaren dertig, duidelijk zichtbaar op de foto uit 1946.
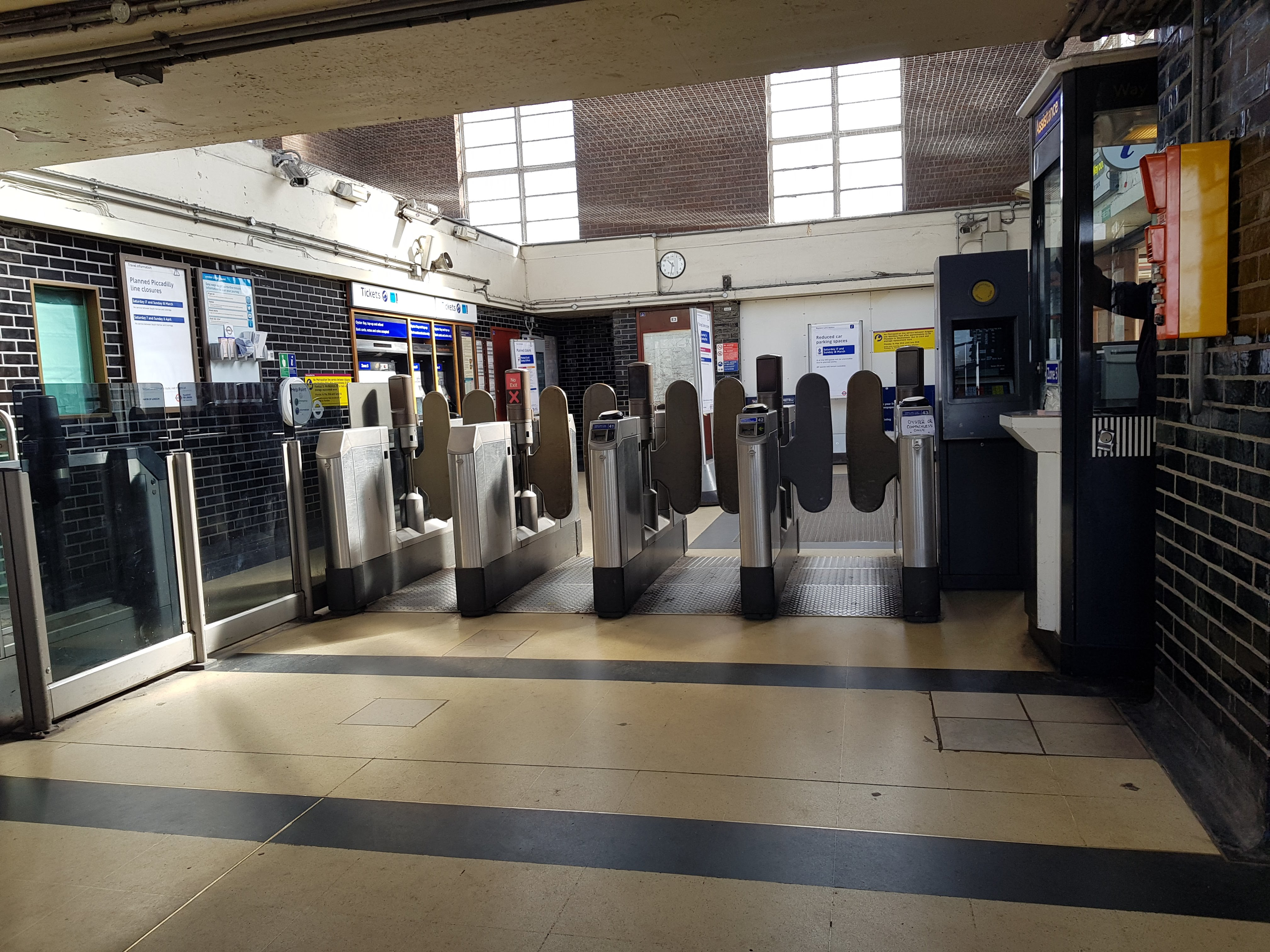
De stationshal met OV-poortjes gezien uit de gang tussen hal en trappen.

## Ligging en inrichting
Het stationsgebouw aan de Alexandra Avenue/Imperial Drive/Rayners Lane werd geopend op 8 augustus 1938 als vervanger van de halte uit 1906. De bouw van Harrow Garden Village, de woonwijk vlak ten noorden van het station, begon in 1931. Na de start van de woningbouw steeg het aantal reizigers van 22.000 per jaar in 1930 tot 4 miljoen in 1937. De bouw van het nieuwe door Charles Holden en Reginald Uren ontworpen stationsgebouw begon op 14 maart 1935 met de opening van een tijdelijke houten kaartverkoop zodat het metroverkeer tijdens de bouw kon worden voortgezet.
Het stationsgebouw is een variant op de ontwerpen, met name Oakwood, die Charles Holden maakte voor de verlengingen van de Piccadilly Line in het interbellum. Het hele ontwerp weerspiegelt de verhoudingen van de klassieke architectuur, zij het in een duidelijk 20e-eeuws jasje. Rayners lane kreeg een vierkante stationshal die ruim twee verdiepingen boven de straat uitsteekt met aan de straatkant een lager gebouw met winkels tegen de gevel. Het geheel is opgetrokken uit baksteen met grote raampartijen in de gevels en afgedekt met een plat dak van gewapend beton. De oostgevel aan de straat heeft twee stroken ramen boven de onderliggende sporen , de achter gevel heeft een grote raampartij, terwijl de raampartijen in zijgevels boven de toegangen zijn. Aan de spoorzijde van de OV-poortjes loopt een gang boven de sporen die aan de beide uiteinden met de respectievelijke trappen naar de perrons is verbonden. De wachtkamers onder de perronkappen zijn opgetrokken in de toen nieuwe stijl van de London Passengers Transport Board waarin de metrobedrijven in 1933 waren genationaliseerd. Het station is in 1994 op de monumentenlijst van Historisch Engeland gezet als voorbeeld van de nieuwe stations die typerend zijn voor de jaren dertig/veertig van de twintigste eeuw. Op 10 augustus 1964 werd de goederenoverslag gesloten.
Ten westen van het station ligt een keerspoor tussen de doorgaande sporen en tijdens de daluren overdag keert de helft van de metro's op de Piccadilly Line hier om. Ten zuiden van het station bevonden zich tot 2017 twee opstelsporen, maar deze werden niet meer gebruikt aangezien ze niet meer verbonden waren met de andere sporen.

## Reizigersdiensten

### Metropolitan Line
De Metropolitan Line is de enige lijn met sneldiensten die op de Uxbridgetak alleen rijden in de ochtendspits (06:30 tot 09:30) van maandag tot vrijdag. Deze semi-snelle metro's stoppen niet bij Northwick Park, Preston Road en Wembley Park.
Metro's van de Metropolitan Line kunnen keren bij Rayners Lane vanaf het westwaartse spoor, hetzij door een overloopwissel ten oosten van het station of via een keerspoor tussen de doorgaande sporen aan de westkant. Onder normale omstandigheden rijden alle westwaartse metro's op de Metropolitan Line door tot Uxbridge.
De normale dienst tijdens daluren omvat:
- 8 ritten per uur naar Aldgate (alle stations)
- 8 ritten per uur naar Uxbridge

De dienst tijdens de ochtendspits omvat:
- 2 ritten per uur naar Aldgate (semi-snel)
- 4 ritten per uur naar Aldgate (alle stations)
- 4 ritten per uur naar Baker Street (alle stations)
- 10 ritten per uur naar Uxbridge

De dienst tijdens de avondspits omvat:
- 7 ritten per uur naar Aldgate (alle stations)
- 3 ritten per uur naar Baker Street (alle stations)
- 10 ritten per uur naar Uxbridge

### Piccadilly Line
Metro's van de Piccadilly Line kunnen hier ook keren door middel van overloopwissel tussen de sporen richting South Harrow los van de Metropolitan Line. In de normale dienst keert de Piccadilly Line op het keerspoor ten westen van de perrons.
Tussen Rayners Lane en Uxbridge rijden voor ongeveer 06:30 uur (maandag - vrijdag) en 08:45 uur (zaterdag & zondag) geen metro's op de Piccadilly Line, behalve één vertrek in de vroege ochtend vanuit Uxbridge om 05:18 uur (maandag - zaterdag) en 06:46 uur (zondag).
De normale dienst tijdens de daluren omvat:
- 6 ritten per uur naar Cockfosters
- 3 ritten per uur naar Uxbridge
- 3 ritten eindigen in Rayners Lane

Tijdens de spits geldt:
- 12 ritten per uur naar Cockfosters
- 8 ritten per uur naar Uxbridge
- 4 ritten eindigen in Rayners Lane

## Fotoarchief
- London's Transport Photographic Archive
  - Perrons van Rayners Lane, 1934
  - Nieuw stationsgebouw, 1938
  - Perrons, 1938